# Carlos Germano
Pour les articles homonymes, voir Germano.
Carlos Germano Schwambach Neto, ou simplement Carlos Germano, est un footballeur brésilien né le 14 août 1970 à Domingos Martins. Il évoluait au poste de gardien de but.

## Palmarès

### En club
- Vainqueur de la Copa Libertadores en 1997 avec Vasco da Gama
- Champion du Brésil en 1997 avec Vasco da Gama
- Champion de l'État de Rio de Janeiro en 1992, en 1993, en 1994 et en 1998 avec Vasco da Gama
- Vainqueur du tournoi Rio-São Paulo en 1999 avec Vasco da Gama
- Finaliste de la Coupe Intercontinentale en 1998 avec Vasco da Gama

### En Équipe du Brésil
- 9 sélections entre 1995 et 2001
- Vainqueur de la Copa América en 1997
- Champion de la CONMEBOL des moins de 20 ans en 1988 avec les moins de 20 ans
- Participation à la Copa América en 1997 (Vainqueur)
- Participation à la Gold Cup en 1998 (3e)
- Participation à la Coupe du Monde en 1998 (Finaliste)

### Distinction individuelle
- « Ballon d'argent brésilien » en 1997